# باول كلارك (لاعب كرة قدم)
باول كلارك (بالإنجليزية: Paul Clark) (14 سبتمبر 1958 في المملكة المتحدة - ) هو لاعب كرة قدم بريطاني في مركز الدفاع. لعب مع برايتون أند هوف ألبيون وكامبريدج يونايتد ونادي ريدنغ ونادي ساوثيند يونايتد ونادي غيلينغهام ونادي ليتون أورينت ونادي تشيلمسفورد وبيليريكاي تاون.

## وصلات خارجية
- باول كلارك على موقع قاعدة بيانات كرة القدم.إي يو (الإنجليزية)

Error: Invalid line "[[توم ماثر|Mather]] [[:en:Tom Mather|<sup class=reference title="Tom Mather">[الإنجليزية]</sup>]][[تصنيف:صفحات بها وصلات إنترويكي]]" at قالب:مدربو نادي ساوثيند يونايتد